# John Hegley

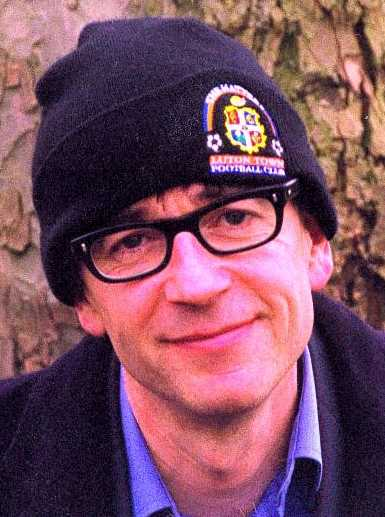
John Hegley (2002)

John Hegley (* 1. Oktober 1953) ist ein englischer Dichter, dessen Gedichte sowohl in Buchform als auch im Radio in Großbritannien veröffentlicht wurden. Er wurde in London geboren, aber hat seine Kindheit meistens in Luton verbracht. Er hat einen akademischen Grad der Universität Bradford.
Hegley hat französische Vorfahren (der Name seines Vaters war René), und es wird angenommen, dass seine Familie mit dem Komponisten Jean-Philippe Rameau verwandt ist. Vor seiner Karriere als Dichter leitete er Comedy-Gruppe Popticians, die 1984 zwei Sessions für John Peel einspielte, und die noch gelegentlich mit Hegley auf Tour geht.

## Werke
- Visions of the Bone Idol (Poems about Dogs and Glasses) (1984)
- Glad to Wear Glasses (1990)
- Can I come down now Dad? (1992)
- Five Sugars, Please (1993)
- Love Cuts (1995)
- The Family Pack (1997)
- Beyond our Kennel (1998)
- These were your Father's (1999)
- Dog (2000)
- My Dog is a Carrot (2002)
- The Sound of Paint Drying (2003)
- Uncut Confetti (2006)
- The Adventures of Monsieur Robinet (2009)
- Peace, Love & Potatoes (2012)
- New & Selected Potatoes (2013)
- I am a Poetato: An A-Z of poems about people, pets and other creatures (2013)